# Roman Giedrojć
Roman Giedrojć (ur. 28 lutego 1950 w Bydgoszczy, zm. 27 sierpnia 2017 tamże) – polski polityk i urzędnik państwowy, poseł na Sejm III kadencji, w latach 2006–2008 zastępca głównego inspektora pracy, w latach 2016–2017 główny inspektor pracy.

## Życiorys
Syn Jana i Józefy. Ukończył w 1975 studia na Wydziale Mechanicznym Wyższej Szkoły Inżynierskiej w Koszalinie, uzyskując tytuł zawodowy magistra inżyniera o specjalności technika motoryzacyjna i energetyka. Był także absolwentem Akademii Rolniczej w Lublinie. Ukończył również studia podyplomowe z zakresu prawa pracy na Uniwersytecie im. Adama Mickiewicza w Poznaniu oraz kurs pedagogiczny dla nauczycieli w Centrum Doskonalenia Zawodowego Nauczycieli w Słupsku.
W 1985 podjął pracę w Państwowej Inspekcji Pracy. W 1986 po ukończeniu aplikacji inspektorskiej i złożeniu egzaminu państwowego został inspektorem pracy. Od 1994 kierował słupskim oddziałem Okręgowego Inspektoratu Pracy w Koszalinie. W latach 1997–2001 sprawował mandat posła III kadencji z ramienia AWS, bez powodzenia ubiegał się o reelekcję. Należał do Zjednoczenia Chrześcijańsko-Narodowego, przystąpił także do Chrześcijańskiego Ruchu Samorządowego (gdzie zasiadł w radzie naczelnej). W latach 1998–2001 był wiceprzewodniczącym Rady Ochrony Pracy przy Sejmie RP. Po reformie administracyjnej kraju stanął na czele słupskiego oddziału OIP w Gdańsku. Od 2006 do 2008 był zastępcą głównego inspektora pracy do sprawy nadzoru, następnie do 2016 ponownie pełnił poprzednią funkcję,
W 2014 powrócił do aktywności politycznej, z ramienia Prawa i Sprawiedliwości uzyskał mandat radnego sejmiku pomorskiego. W 2015 został liderem pomorskich struktur nowo powołanego Stowarzyszenia Chrześcijańsko-Narodowego. 4 lutego 2016 został powołany przez marszałka Sejmu Marka Kuchcińskiego na stanowisko głównego inspektora pracy.
Był wykładowcą z zakresu prawa pracy na Katolickim Uniwersytecie Lubelskim Jana Pawła II oraz w Społecznej Akademii Nauk w Łodzi i Wyższej Hanzeatyckiej Szkole Zarządzania w Słupsku.
W 2017 prezydent RP Andrzej Duda odznaczył go pośmiertnie Krzyżem Oficerskim Orderu Odrodzenia Polski. Wcześniej otrzymał Brązowy (1994) i Złoty (2004) Krzyż Zasługi. Został pochowany na Starym Cmentarzu w Słupsku.